# Missões diplomáticas da Dinamarca

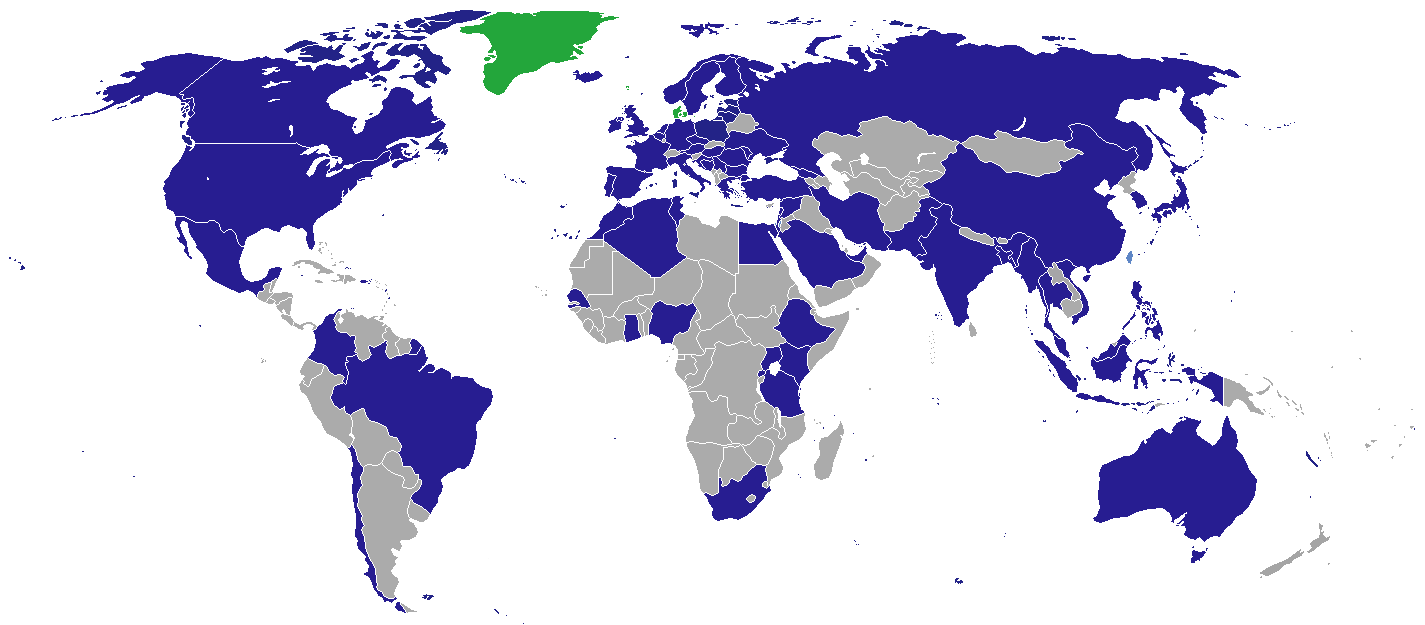
Mapa das missões diplomáticas da Dinamarca.

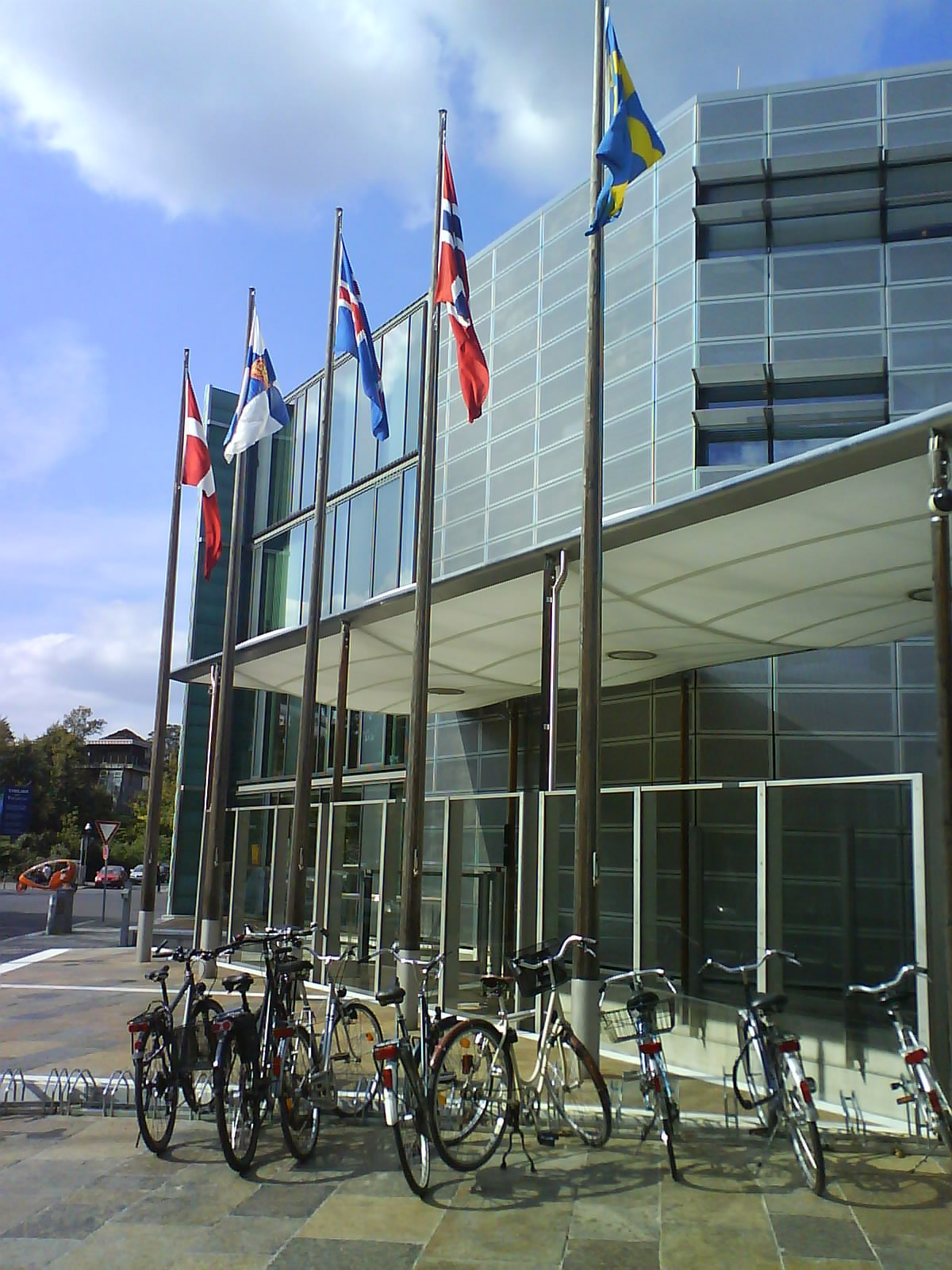
Embaixada da Dinamarca em Berlim.

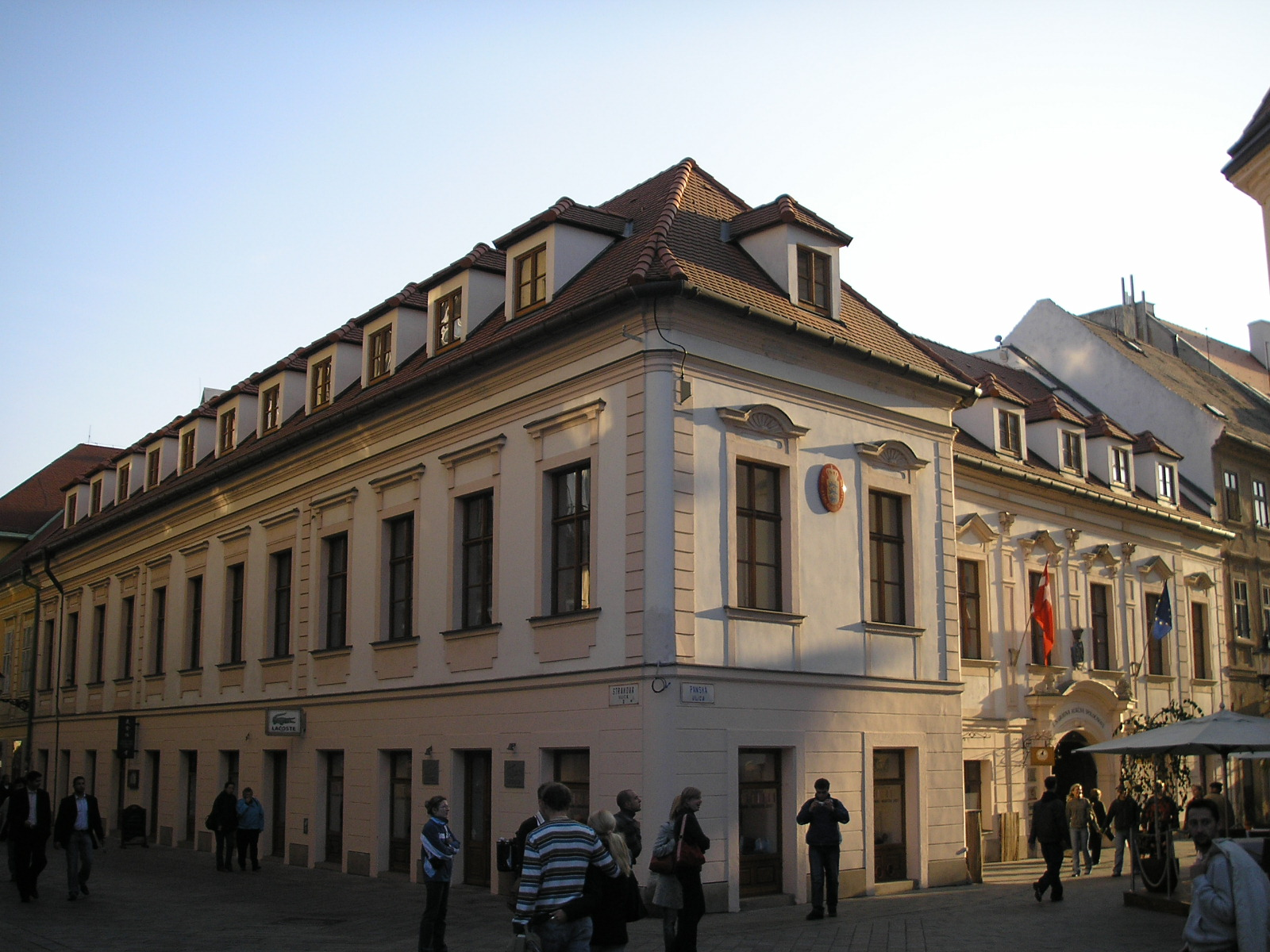
Embaixada da Dinamarca em Bratislava.

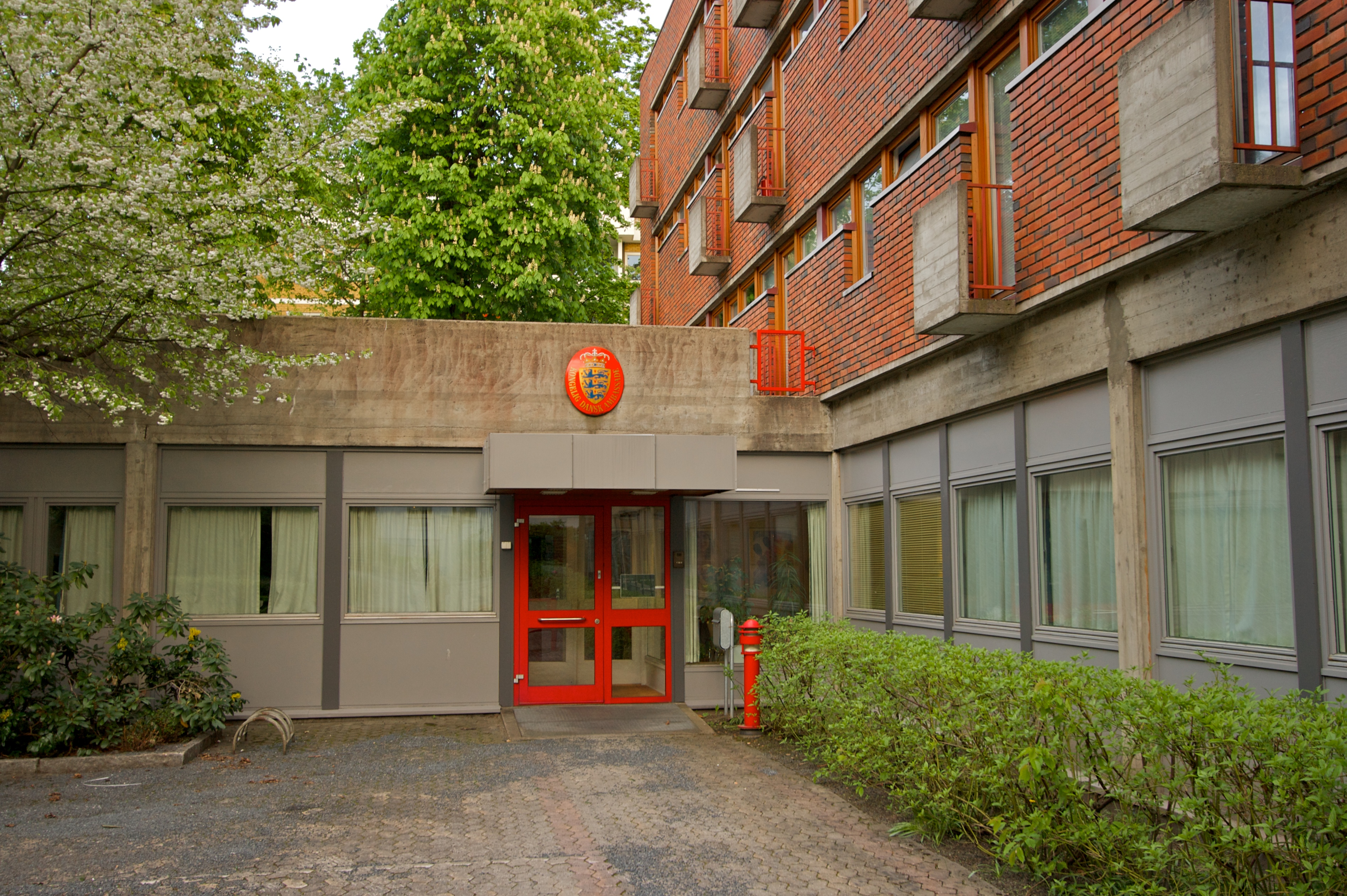
Embaixada da Dinamarca em Oslo.

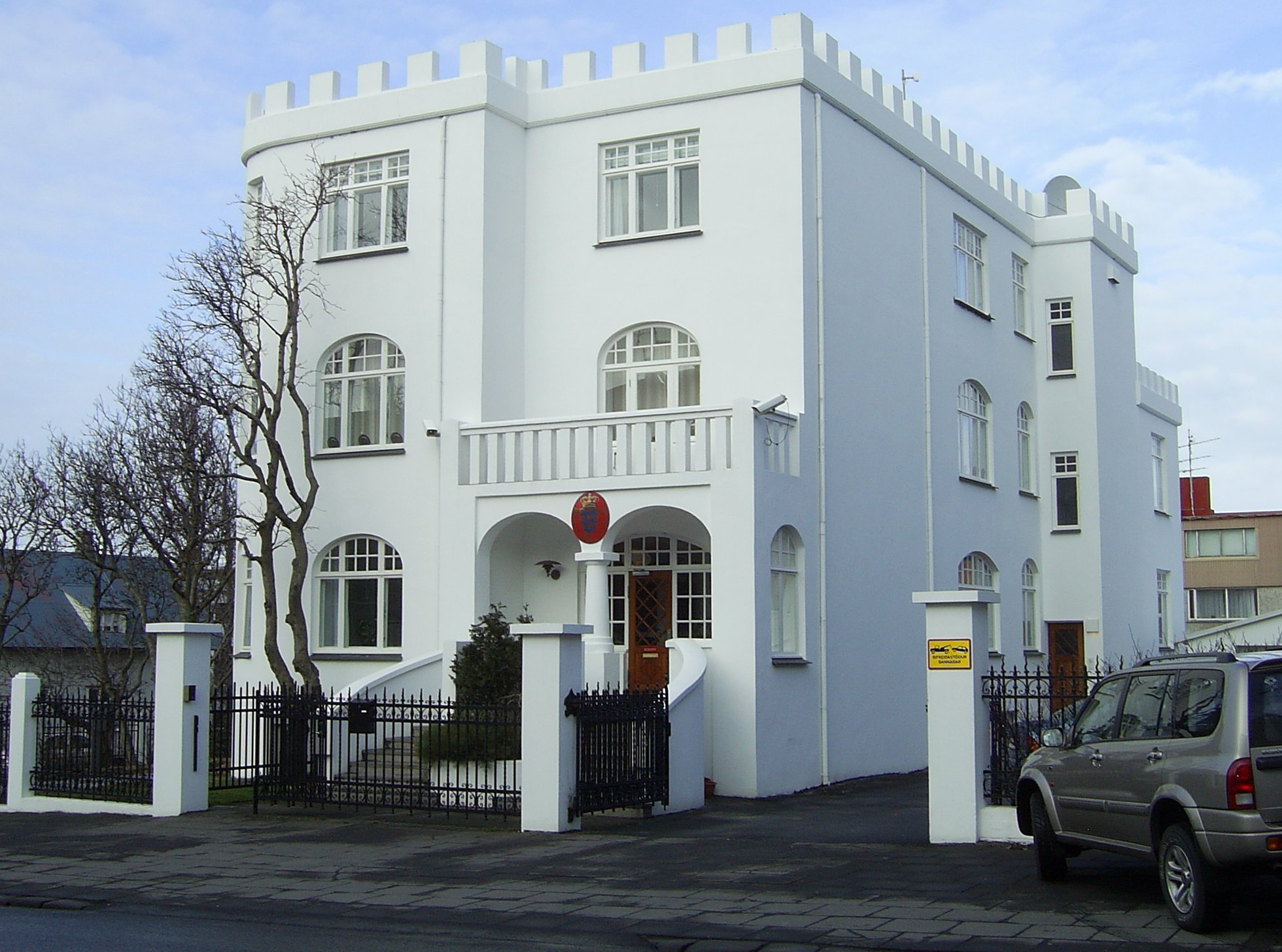
Embaixada da Dinamarca em Reykjavík.

Abaixo se encontram as embaixadas e consulados da Dinamarca:

## Europa
- Albânia
  - Tirana (Embaixada)
- Alemanha
  - Berlim (Embaixada)
  - Flensburg (Consulado-Geral)
  - Hamburgo (Consulado-Geral)
  - Munique (Consulado-Geral)
- Áustria
  - Viena (Embaixada)
- Bélgica
  - Bruxelas (Embaixada)
- Bósnia e Herzegovina
  - Sarajevo (Embaixada)
- Bulgária
  - Sófia (Embaixada)
- Chipre
  - Nicósia (Embaixada)
- Croácia
  - Zagreb (Embaixada)
- Eslováquia
  - Bratislava (Embaixada)
- Eslovênia
  - Liubliana (Embaixada)
- Espanha
  - Madrid (Embaixada)
- Estónia
  - Tallin (Embaixada)
- Finlândia
  - Helsinque (Embaixada)
- França
  - Paris (Embaixada)
- Grécia
  - Atenas (Embaixada)
- Hungria
  - Budapeste (Embaixada)
- Irlanda
  - Dublin (Embaixada)
- Islândia
  - Reykjavík (Embaixada)
- Itália
  - Roma (Embaixada)
  - Milão (Consulado-Geral)
- Letônia
  - Riga (Embaixada)
- Lituânia
  - Vilnius (Embaixada)
- Luxemburgo
  - Luxemburgo (Embaixada)
- Noruega
  - Oslo (Embaixada)
- Países Baixos
  - Haia (Embaixada)
- Polónia
  - Varsóvia (Embaixada)
- Portugal
  - Lisboa (Embaixada)
- Reino Unido
  - Londres (Embaixada)
- Chéquia
  - Praga (Embaixada)
- Roménia
  - Bucareste (Embaixada)
- Rússia
  - Moscou (Embaixada)

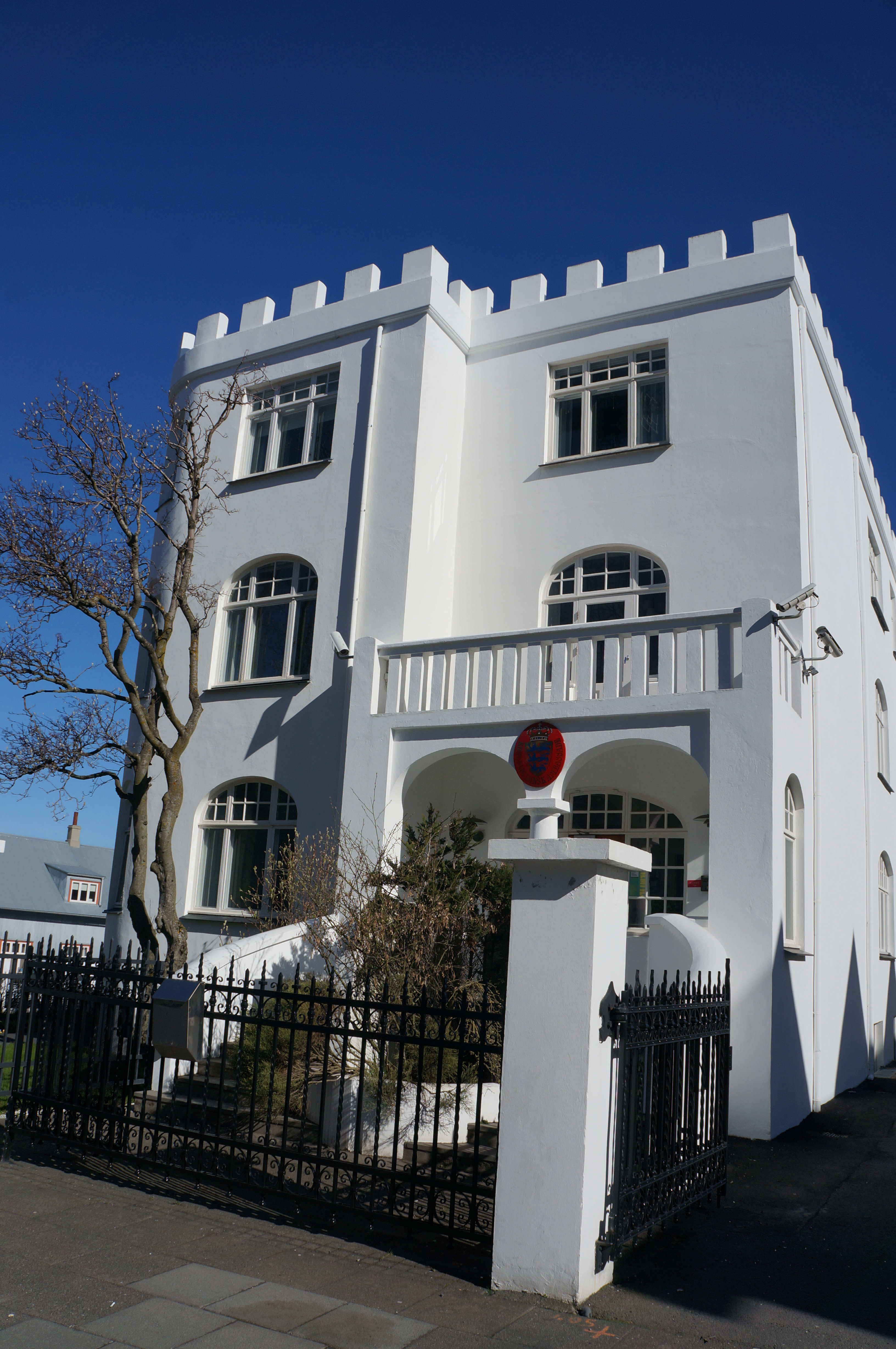
Embassy in Iceland.

  - São Petersburgo (Consulado-Geral)
- Sérvia
  - Belgrado (Embaixada)
- Suécia
  - Estocolmo (Embaixada)
- Suíça 
  - Berna (Embaixada)
  - Zurique (Agência Consular)
- Ucrânia
  - Kiev (Embaixada)

## América
- Argentina
  - Buenos Aires (Embaixada)
- Bolívia
  - La Paz (Embaixada)
- Brasil
  - Brasília (Embaixada)
  - Rio de Janeiro (Consulado-Geral)
  - São Paulo (Consulado-Geral)
- Canadá
  - Ottawa (Embaixada)
  - Toronto (Consulado-Geral)
- Chile
  - Santiago (Embaixada)
- Estados Unidos
  - Washington, D.C. (Embaixada)
  - Chicago (Consulado-Geral)
  - Nova Iorque (Consulado-Geral)
- México
  - Cidade do México (Embaixada)
- Nicarágua
  - Manágua (Embaixada)

## Oriente Médio
- Arábia Saudita
  - Riade (Embaixada)
- Autoridade Nacional Palestiniana
  - Ramallah (Escritório de Representação)
- Irão
  - Teerã (Embaixada)
- Iraque
  - Bagdá (Embaixada)
- Israel
  - Tel Aviv (Embaixada)
- Jordânia
  - Amã (Embaixada)
- Líbano
  - Beirute (Embaixada)
- Síria
  - Damasco (Embaixada)
- Turquia
  - Ancara (Embaixada)
  - Istambul (Consulado-Geral)

## África
- África do Sul
  - Pretória (Embaixada)
  - Johannesburgo (Consulado-Geral)
- Argélia
  - Argel (Embaixada)
- Benim
  - Cotonou (Embaixada)
- Burquina Fasso
  - Ouagadougou (Embaixada)
- Egito
  - Cairo (Embaixada)
- Etiópia
  - Addis Abeba (Embaixada)
- Gana
  - Acra (Embaixada)
- Quênia
  - Nairóbi (Embaixada)
- Madagáscar
  - Antananarivo (Consulado-Geral)
- Mali
  - Bamako (Embaixada)
- Marrocos
  - Rabat (Embaixada)
- Moçambique
  - Maputo (Embaixada)
- Sudão
  - Cartum (Embaixada)
- Tanzânia
  - Dar es Salaam (Embaixada)
- Uganda
  - Kampala (Embaixada)
- Zâmbia
  - Lusaka (Embaixada)

## Ásia
- Afeganistão
  - Cabul (Embaixada)
- Bangladesh
  - Daca (Embaixada)
- Butão
  - Thimphu (Escritório de Representação)
- Camboja
  - Phnom Penh (Embaixada)
- China
  - Pequim (Embaixada)
  - Cantão (Consulado-Geral)
  - Hong Kong (Consulado-Geral)
  - Xangai (Consulado-Geral)
- Coreia do Sul
  - Seul (Embaixada)
- Índia
  - Nova Deli (Embaixada)
  - Mumbai (Consulado-Geral)
- Indonésia
  - Jacarta (Embaixada)
- Japão
  - Tóquio (Embaixada)
- Malásia
  - Kuala Lumpur (Embaixada)
- Nepal
  - Katmandu (Embaixada)
- Paquistão
  - Islamabad (Embaixada)
- Singapura
  - Singapura (Embaixada)
- Tailândia
  - Bangkok (Embaixada)
- Vietname
  - Hanói (Embaixada)

## Oceania
- Austrália
  - Camberra (Embaixada)
  - Sydney (Consulado-Geral)

## Organizações Multilaterais
- - Bruxelas (Missão Permanente do país ante a União Europeia e OTAN)
  - Estrasburgo (Missão Permanente do país ante o Conselho da Europa)
  - Genebra (Missão Permanente do país ante as Nações Unidas e outras organizações internacionais)
  - Nairóbi (Missão Permanente do país ante as Nações Unidas e outras organizaciones internacionais)
  - Nova Iorque (Missão Permanente do país ante as Nações Unidas)
  - Paris (Missão Permanente do país ante a OCDE e Unesco)
  - Roma (Missão Permanente do país ante a Organização das Nações Unidas para Agricultura e Alimentação)
  - Viena (Missão Permanente do país ante as Nações Unidas)